# Controvérsia Rafinha Bastos–Wanessa Camargo
No dia 19 de setembro de 2011, durante o programa Custe o Que Custar (CQC), o comediante Rafinha Bastos fez uma piada com a cantora Wanessa Camargo, então grávida, afirmando que "comeria ela e o bebê". O episódio teve alta repercussão, levando a uma investigação do Ministério Público e à suspensão de Rafinha do programa. Wanessa abriu um processo contra Rafinha, que perdeu e foi condenado a pagar 150 mil reais.

## Início
Durante o programa Custe o Que Custar, da Band, dia 19 de setembro de 2011, o apresentador Marcelo Tas afirmou sobre a cantora Wanessa Camargo, grávida de cinco meses, "Que bonitinha que está a Wanessa Camargo grávida". Rafinha Bastos interrompeu, dizendo: "Eu comeria ela e o bebê. Não tô nem aí". A plateia ficou surpresa, e o também apresentador Marco Luque baixou a cabeça, cobrindo os olhos com as mãos. Marcelo Tas rapidamente emendou outra piada.

## Repercussão
A piada gerou grande repercussão nos meios de comunicação e dentro do próprio programa. Marco Luque, colega de bancada de Rafinha, repudiou a piada e a classificou como idiota: "Eu, como pai, entendo e apoio a revolta e a indignação do Marcus Buaiz, um homem que conheço e respeito. Se fizessem uma piada com este contexto sobre a minha família, certamente ficaria ofendido. Com certeza uma piada idiota e de muito mau gosto". No dia 5 de outubro, o senador Magno Malta disse em pronunciamento: "A minha indignação será permanente. Direito à liberdade de expressão tem limite."
A piada fez com que o humorista fosse suspenso da edição de 3 de outubro de 2011, sendo substituído por Monica Iozzi. Durante o programa, o humorista publicou em seu perfil no microblog Twitter fotos com modelos de biquíni, acompanhado da frase "Que noite triste pra mim". Ao ser entrevistado pelo portal iG, ele respondeu todas as perguntas com uma receita de bolo de laranja. Junto com o criador do blog Jacaré Banguela, Rodrigo Fernandes, fez dois vídeos ironizando o fato. No primeiro, com participação de Fernando Muylaert, intitulado "Rafinha Bastos em Churrascaria", mostra o comediante em um rodízio negando qualquer tipo de carne relacionada com bebês (baby beef e fraldinha). Em um segundo vídeo, com a participação de Oscar Filho, Danilo Gentili e do humorista Murilo Gun, Oscar Filho e Danilo Gentili comentam que o comediante "vai fazer falta". Em seguida, a imagem mostra Rafinha fazendo uma falta durante uma partida de futebol.
Inicialmente, a cantora Wanessa optou pelo silêncio e não comentou sobre o caso. No dia 21 de outubro, no entanto, ela se pronunciou em carta à revista Veja, afirmando que "[a] cada dia que se somava de silêncio do outro lado, mais indignada e machucada me sentia [...] Rafael Bastos ofendeu, agrediu verbalmente, ironizou e polemizou com o meu filho".

## Processo
Já na manhã do dia 20 de setembro, o Ministério Público anunciou uma investigação ao caso.
No dia 13 de outubro, Wanessa e seu marido entraram com uma ação judicial de reparação por danos morais contra o humorista. No dia 3 de novembro, a Justiça entendeu que o feto "não [tinha] capacidade de se sentir ofendido pelo humorista", mas Wanessa disse que iria recorrer.
No dia 18 de janeiro de 2012, a 18ª Vara Cível de São Paulo condenou Rafinha Bastos a pagar 20 mil reais à cantora, seu marido e o filho. Em 6 de novembro, o Tribunal de Justiça de São Paulo aumentou o valor e condenou Rafinha a indenizar a cantora, seu marido e o filho em 150 mil reais — 50 mil cada — por danos morais. A defesa de Rafinha entrou com pedido para reduzir o valor, mas, em junho de 2015, o Superior Tribunal de Justiça manteve a decisão. Rafinha logo ironizou o fato em seu Facebook. No dia 28 de outubro de 2016, Rafinha foi notificado a pagar um valor atualizado de 320 mil reais, mais que o dobro do valor original. Wanessa anunciou que doaria metade do valor para a Sociedade Viva Cazuza, que oferece assistência a crianças e adolescentes carentes portadoras do vírus HIV, e a outra para a instituição do médium João de Deus, a Casa Dom Inácio de Loyola, frequentada pelo casal.

## Visões posteriores
Em entrevista ao De Frente com Gabi, Rafinha disse que achou justo ser processado e que havia pedido desculpas ao marido de Wanessa, mas não por seu discurso, adicionando também que não pediria desculpas apenas por pressão pública. Em entrevista ao Flow Podcast em 2020, Rafinha afirmou que ele tem "orgulho de não ter pedido desculpa".
Em 2016, Wanessa comentou que "trocaria todo o dinheiro para não ter vivido isso".

## Artigos acadêmicos
- Sallon Rossoni Lange, Caroline (22 de maio de 2015). Os efeitos da constitucionalização do direito privado na responsabilidade civil nas ações de indenização por dano moral: análise crítica da sentença Rafinha Bastos x Wanessa Camargo. Seminário Internacional Demandas Sociais e Políticas Públicas na Sociedade Contemporânea (Tese). Consultado em 31 de março de 2022
- Miguel, Luís Felipe (2013). Discursos sexistas no humorismo e na publicidade: A expressão pública, seus limites e os limites dos limites (Tese). p. 95–119. ISSN 0104-8333. doi:10.1590/S0104-83332013000200010